# 千里インターチェンジ
千里インターチェンジ（せんりインターチェンジ）は、大阪府豊中市新千里東町と同市新千里西町の境界にある、国道423号（新御堂筋）と大阪府道2号大阪中央環状線のインターチェンジである。実質、働きは高速道路のジャンクションに等しく、千里ジャンクションと呼ばれることもある。料金所もなく、相互に乗り入れることができる。
日本で初めにできたタービン型のICである。
千里中央駅方面へのランプが併設されている。
中国自動車道と交差しており、接続しているようにも見えるが、出入口は設けられていない。

## 接続する道路
- 国道423号（新御堂筋）
- 大阪府道2号大阪中央環状線

## 隣
大阪府道2号大阪中央環状線
島熊山交差点 - 千里IC - 北新田橋ランプ
新御堂筋
南千里ランプ - 千里IC - 新千里ランプ

## 周辺
- 千里中央駅